# Lennart Strömbeck
Knut Lennart Strömbeck, född 20 september 1912 i Simris församling, Kristianstads län, 29 november 1997 i Östra Torns församling, Lund, var en svensk byggnadsingenjör. 
Strömbeck, som var son till kantor Henoch Strömbeck och Beata Tufvesson, avlade ingenjörsexamen vid högre tekniska läroverket i Malmö 1936, blev ingenjör vid Eiler Græbes arkitektkontor i Malmö 1936 och tjänstgjorde vid Lunds domkyrkas byggnadskontor från 1944. Han var medarbetare vid Lunds domkyrkas restaurering 1954–1963 och ledde flera andra kyrkorestaureringar. Han tilldelades Patriotiska sällskapets guldmedalj.